# کرونت
کرونت (به انگلیسی: Caerwent) یک منطقهٔ مسکونی در بریتانیا است که در مونموت‌شر واقع شده‌است. کرونت ۱٬۷۹۱ نفر جمعیت دارد.